# Doris Grau
Doris Grau (Brooklyn, 12 de octubre de 1924-Los Ángeles, 30 de diciembre de 1995) fue una actriz estadounidense, supervisora de guionistas y actriz de voz, principalmente reconocida por su trabajo como actriz de voz en la serie animada Los Simpson.
Al igual que Selma Diamond, Grau interpretó como personajes a mujeres con voces graves, en series de televisión tales como Los Simpson y The Critic. También realizó apariciones como estrella invitada en The Tracey Ullman Show. Además, trabajó realizando voces de personajes secundarios en Babe (1995). Como actriz, Grau apareció en The Distinguished Gentleman (1992). 
Es principalmente reconocida por haber interpretado a la cocinera y, en ocasiones, enfermera de la Escuela Primaria de Springfield Doris, en la serie animada Los Simpson, además de The Critic. También tuvo una participación recurrente como la camarera Corrinne en Cheers. 
Luego del fallecimiento de Grau de una enfermedad pulmonar, los personajes a los que proveía su voz fueron retirados de las series en las que aparecían (algo similar a lo que ocurrió con los personajes de Phil Hartman y más adelante con Marcia Wallace), con la excepción de la Cocinera Doris, quien regresó a Los Simpson luego de una ausencia de una década en 2006 (personificada por Tress MacNeille) durante la decimoctava temporada.